# Kerstersia gyiorum
Kerstersia gyiorum es una especie de  bacteria gramnegativa del género Kerstersia. Fue descrita en el año 2003, es la especie tipo. Su etimología hace referencia a extremidades. Es aerobia y en general inmóvil. Tiene un tamaño de 1-2 μm de largo. Crece de forma individual, en parejas o cadenas cortas. Forma colonias convexas, con márgenes lisos, y de color blanco-marrón claro. Catalasa positiva y oxidasa negativa. Temperatura de crecimiento entre 28-42 °C. Tiene un genoma de unos 3,9 Mpb y contenido de G+C de 61,5-62,9%. Se ha aislado de varias muestras clínicas humanas, sobre todo heridas en extremidades inferiores. Aunque es un microorganismo raro en la clínica, se han descrito casos de otitis media, infección en tejidos blandos, infección crónica de heridas en las extremidades, infección urinaria, bacteriemia e infección respiratoria.
En los casos descritos, es sensible a los antibióticos amikacina, cefepime, cefotaxime, ceftazidima, gentamicina, imipenem, levofloxacino, meropenem, piperacilina-tazobactam y tobramicina. Puede tener resistencia a aztreonam, trimetoprim-sulfametoxazol, pero sobre todo a ciprofloxacino.
Puede identificarse fácilmente mediante MALDI-TOF.
También se ha aislado de marsopas (Neophocaena asiaeorientalis).